# قصر الجدی
قصر الجدی (به عربی: قصر الجدی) یک منطقهٔ مسکونی در لیبی است که در استان بطنان واقع شده‌است.